# Istmalanlampi
Istmalanlampi är en sjö i kommunen Kangasniemi i landskapet Södra Savolax i Finland. Arean är 34 hektar och strandlinjen är 7,17 kilometer lång. Sjön  ingår i Kymmene älvs huvudavrinningsområde.   Den ligger omkring 48 kilometer väster om S:t Michel och omkring 200 kilometer norr om Helsingfors. 
I sjön finns ön Pukkisaari. 